# Рохинџа
Рохинџа су индоаријски народ сродан Бенгалцима, који настањује северне делове државе Ракајн у Мјанмару. По вери су муслимани, а говоре рохинџа језиком који спада у индоаријску групу индоевропске породице језика. Укупно их има око 2.000.000, од чега у Мјанмару око 1.300.000.

## Географија
Овај народ чини већинско становништво у два северна административна подручја мјанмарске државе Ракајн, уз границу са Бангладешом: Маунгдав (где их има преко 90%) и Бутидаунг (где их има преко 80%). У мањем броју их има и у другим деловима државе Ракајн. Према подацима из 2011. године, муслиманско становништво чини 29% становништва државе Ракајн.

## Историја
Према једном мишљењу, народ Рохинџа представља староседелачко становништво Ракајна, док је према тврдњи мјанмарских историчара овај народ досељен из Бенгала током британске управе. Присуство муслимана на подручју Ракајна датира још из 16. века. 
1961. године је формирано Погранично Административно Подручје Мају, у чији састав су ушли дистрикти Маунгдав, Бутидаунг и део дистрикта Ратидаунг. Ово подручје је било административно одвојено од државе Ракајн, а било је настањено претежно народом Рохинџа. Укидање ове административне јединице уследило је 1964. године, када се њено подручје укључује у састав државе Ракајн. 
Бурманска влада је 1982. године народу Рохинџа укинула грађанска права. Све до данас је овај народ у Бурми (Мјанмару) изложен дискриминацији и прогону. Преко 100.000 припадника народа Рохинџа живи у камповима за интерно расељене особе, које им власти не допуштају да напусте. Велики број их живи и у избегличким камповима у Бангладешу.